# Birkenporling-Kissenpustelpilz
Der Birkenporling-Kissenpustelpilz (Trichoderma pulvinatum, Syn.: Hypocrea pulvinata) ist ein Schlauchpilz aus der Ordnung der Krustenkugelpilzartigen (Hypocreales), der auf alten Fruchtkörpern verschiedener Porlinge wächst.

## Merkmale

### Makroskopische Merkmale
Der Pilz bildet Kissen, die ineinander überlaufen, das sogenannte Stroma auf der Unterseite alter Porlinge. Sie sind normalerweise anfangs weiß später hellgelb, können aber auch von gelb-orange bis gelbbraun variieren. Das Stroma  ist warzig behaart und reagiert auf KOH mit einer schwachen Färbung zu Orange oder Rot. Die zahlreichen Perithecien sind im Stroma eingesenkt, wodurch dies punktiert erscheint.

### Mikroskopische Merkmale
Die zylindrischen an der Spitze leicht verdickten Schläuche messen (44-) 60–90 (–115) × 3,6–5,2 Mikrometer. Die einfach septierten Sporen sind hyalin, glatt und gestaucht zylindrisch. Sie messen 3,5–5 × 3–3,5 Mikrometer.

### Merkmale auf Nährmedien
Der Pilz bildet auf Kartoffel-Dextrose-Agar in 10 Tagen eine 10 cm  große geruchslose Kolonie mit konzentrischen Kreisen und wattigen Mycel an den Rändern. Es werden am Rand auch Stroma und Perithecien gebildet. Es werden Pigmente produziert, die im Zentrum rötlich braun, am Rand braun gefärbt sind. Auf SNA-Agar wächst ein geruchloses Myzel ohne Pigmentierung und sehr wenigen Konidiophoren. Auf Maismehl-Dextrose-Agar wird ein braunes Pigment in der Koloniemitte gebildet. Das Wachstumsoptimum in allen drei Nährmedien liegt bei 25 °C.
Die Phialiden sind recht variabel in ihrer Größe, sie messen (7–)24–44(–50) × (2,7–)3,6–4,6(–5,3) Mikrometer. Sie sind pfriemförmig und einzelstehend.

## Ökologie und Verbreitung

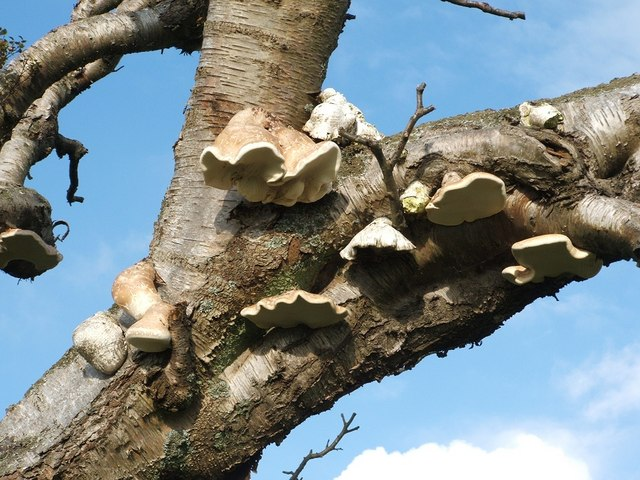
Birkenporlinge als typisches Substrat

Der Birkenporling-Kissenpustelpilz wächst auf der Unterseite von alten, oft schon abgefallenen Fruchtkörpern verschiedener Porlinge, neben dem namensgebenden Birkenporling sind dies vor allem der Fichtenporling und Arten der Gattung Tyromyces. Durch diese relative Artspezifität bildet er eine Ausnahme innerhalb der Gattung, die die Anamorphengattung Trichoderma einschließt.
Er wächst vom Sommer bis zum Herbst und ist weitverbreitet, wird aber oft nicht beachtet.

## Systematik
Der Birkenporling-Kissenpustelpilz wurde von Leopold Fuckel 1870 erstbeschrieben.
Er ist eng mit Hypocrea citrina verwandt. Vermutungen, dass es sich um dieselbe Art handeln könnte, haben sich aber nicht bestätigt.